# Alison dos Santos
Alison Brendom Alves dos Santos (São Joaquim da Barra, 3 giugno 2000) è un ostacolista brasiliano, campione mondiale dei 400 metri ostacoli ad Oregon 2022 e primatista sudamericano della specialità.

## Biografia
All'età di 10 mesi dos Santos è stato vittima di un incidente domestico che gli ha causato ustioni di terzo grado sul volto, sulla testa e su altre parti del corpo.
Nel 2017, Santos ha disputato le prime competizioni internazionali partecipando ai Mondiali under 18 in Kenya, vincendo una medaglia d'oro nella staffetta mista. Mentre l'anno seguente ha vinto in Finlandia una medaglia individuale di bronzo ai Mondiali under 20.
Nel 2019, oltre alle medaglie continentali giovanili, Santos ha esordito nella nazionale seniores vincendo una medaglia d'oro alle Universiadi in Italia e dopo due settimane salendo sul gradino più alto del podio ai Giochi panamericani in Perù. Nello stesso anno gareggia al suo primo Mondiale a Doha, arrivando settimo in finale e segnando un nuovo record sudamericano under 20 nei 400 metri ostacoli, migliorando quello precedente stabilito nella primavera precedente.

## Palmarès
| Anno | Manifestazione      | Sede     | Evento        | Risultato | Prestazione | Note                                      |
| ---- | ------------------- | -------- | ------------- | --------- | ----------- | ----------------------------------------- |
| 2017 | Mondiali U18        | Nairobi  | 400 m hs      | 5º        | 53"98       |                                           |
| 2017 | Mondiali U18        | Nairobi  | 4×400 m mista | Oro       | 3'21"71     |                                           |
| 2018 | Mondiali U20        | Tampere  | 400 m hs      | Bronzo    | 49"78       |                                           |
| 2018 | Sudamericani U23    | Cuenca   | 400 m piani   | Argento   | 45"97       |                                           |
| 2018 | Sudamericani U23    | Cuenca   | 400 m hs      | Oro       | 50"56       |                                           |
| 2018 | Sudamericani U23    | Cuenca   | 4×400 m       | Oro       | 3'09"90     |                                           |
| 2019 | Sudamericani        | Lima     | 400 m hs      | Oro       | 49"88       |                                           |
| 2019 | Sudamericani        | Lima     | 4×400 m       | Argento   | 3'04"13     |                                           |
| 2019 | Sudamericani U20    | Cali     | 400 m piani   | Oro       | 45"78       |                                           |
| 2019 | Universiadi         | Napoli   | 400 m hs      | Oro       | 48"57       |                                           |
| 2019 | Panamericani U20    | San José | 400 m hs      | Oro       | 48"49       |                                           |
| 2019 | Giochi panamericani | Lima     | 400 m hs      | Oro       | 48"45       | Miglior prestazione sudamericana under 20 |
| 2019 | Mondiali            | Doha     | 400 m hs      | 7º        | 48"28       | Miglior prestazione sudamericana under 20 |
| 2021 | World Relays        | Chorzów  | 4×400 m mista | Argento   | 3'17"54     |                                           |
| 2021 | Giochi olimpici     | Tokyo    | 400 m hs      | Bronzo    | 46"72       | Record sudamericano                       |
| 2022 | Mondiali            | Eugene   | 400 m hs      | Oro       | 46"29       | Record sudamericano                       |
| 2023 | Mondiali            | Budapest | 400 m hs      | 5º        | 48"10       |                                           |
| 2024 | Giochi olimpici     | Parigi   | 400 m hs      | Bronzo    | 47"26       |                                           |

## Campionati nazionali
- 2 volte campione nazionale della staffetta 4×400 m (2018, 2019)

2018
- Oro ai campionati brasiliani, 4×400 m - 3'04"32

2019
- Oro ai campionati brasiliani, 4×400 m - 3'06"30

## Altre competizioni internazionali
2021
- Oro al Bauhaus-Galan ( Stoccolma), 400 m hs - 47"34
- Oro al Memorial Van Damme ( Bruxelles), 400 m hs - 48"23

2022
- Oro alla Doha Diamond League ( Doha), 400 m hs - 47"24
- Oro al Prefontaine Classic ( Eugene), 400 m hs - 47"23
- Oro ai Bislett Games ( Oslo), 400 m hs - 47"26
- Oro al Bauhaus-Galan ( Stoccolma), 400 m hs - 46"80
- Oro al Kamila Skolimowska Memorial ( Chorzów), 400 m hs - 47"80
- Oro al Memorial Van Damme ( Bruxelles), 400 m hs - 47"54
- Oro al Weltklasse Zürich ( Zurigo), 400 m hs - 46"98
- Vincitore della Diamond League nella specialità dei 400 m hs

2023
- Bronzo al Kamila Skolimowska Memorial ( Chorzów), 400 m piani - 44"73
- Argento all'Herculis ( Monaco), 400 m hs - 47"66
- Bronzo al Weltklasse Zürich ( Zurigo), 400 m hs - 47"62

2024
- Oro al Doha Diamond League ( Doha), 400 m hs - 46"86
- Oro ai Bislett Games ( Oslo), 400 m hs - 46"63
- Oro al Bauhaus-Galan ( Stoccolma), 400 m hs - 47"01
- Oro al Meeting de Paris ( Parigi), 400 m hs - 47"78
- Bronzo all'Herculis ( Monaco), 400 m hs - 47"18
- Oro al London Athletics Meet 2024 ( Londra), 400 m hs - 47"18
- Oro al Memorial Van Damme ( Bruxelles), 400 m hs - 47"93
- Vincitore della Diamond League nella specialità dei 400 m hs

2025
- Bronzo ai Bislett Games ( Oslo), 300 m hs - 33"38
- Argento al Bauhaus-Galan ( Stoccolma), 400 m hs - 46"68
- Oro al Prefontaine Classic ( Eugene), 400 m hs - 46"65